# Campionato mondiale femminile di pallamano 1962
Il campionato mondiale femminile di pallamano 1962 è stato la seconda edizione del massimo torneo di pallamano per squadre nazionali femminili, organizzato dalla International Handball Federation (IHF). Il torneo si è disputato dal 7 al 15 luglio 1962 in Romania, negli impianti di Bucarest, Brașov, Ploiești e Sibiu. Vi hanno preso parte nove rappresentative nazionali. Il torneo è stato vinto dalla Romania, che in finale ha superato la Danimarca.

## Formato
Le nove nazionali partecipanti sono state suddivise in tre gironi da tre squadre ciascuno. Le prime due classificate di ciascun girone accedono al turno principale, nel quale sono divise in due gironi da tre squadre ciascuno. Le prime classificate accedono alla finale per la conquista del titolo; le seconde classificate si affrontano per il terzo posto e le terze classificate si affrontano per il quinto posto. Le squadre classificate al terzo posto nel turno preliminare si affrontano in un girone da tre per definire i piazzamenti finali.

## Nazionali partecipanti
| Modalità                      | Posti | Qualificate                                            |
| ----------------------------- | ----- | ------------------------------------------------------ |
| Nazionale del Paese ospitante | 1     | Romania                                                |
| Campionato mondiale 1957      | 1     | Cecoslovacchia                                         |
| Qualificazione diretta        | 5     | Danimarca Jugoslavia Polonia Ungheria Unione Sovietica |
| Torneo di qualificazione      | 1     | Germania Ovest                                         |
| Asia                          | 1     | Giappone                                               |
| Africa                        | 0     | -                                                      |
| America                       | 0     | -                                                      |

## Turno preliminare

### Girone A

#### Classifica
| Pos. | Squadra          | Pt | G | V | N | P | GF | GS | DR  |
| ---- | ---------------- | -- | - | - | - | - | -- | -- | --- |
| 1.   | Cecoslovacchia   | 3  | 2 | 1 | 1 | 0 | 23 | 12 | +11 |
| 2.   | Unione Sovietica | 2  | 2 | 1 | 0 | 1 | 16 | 24 | -8  |
| 3.   | Germania Ovest   | 1  | 2 | 0 | 1 | 1 | 15 | 18 | -3  |

#### Risultati
| Ploiești 7 luglio 1962 | Unione Sovietica | 11 – 8 (7-6) | Germania Ovest |  |

| Ploiești 8 luglio 1962 | Cecoslovacchia | 7 – 7 (1-3) | Germania Ovest |  |

| Ploiești 9 luglio 1962 | Cecoslovacchia | 16 – 5 (6-1) | Unione Sovietica |  |

### Girone B

#### Classifica
| Pos. | Squadra   | Pt | G | V | N | P | GF | GS | DR  |
| ---- | --------- | -- | - | - | - | - | -- | -- | --- |
| 1.   | Danimarca | 4  | 2 | 2 | 0 | 0 | 20 | 11 | +9  |
| 2.   | Ungheria  | 2  | 2 | 1 | 0 | 1 | 21 | 16 | +5  |
| 3.   | Giappone  | 0  | 2 | 0 | 0 | 2 | 15 | 29 | -14 |

#### Risultati
| Brașov 7 luglio 1962 | Ungheria | 17 – 8 (11-5) | Giappone |  |

| Brașov 8 luglio 1962 | Danimarca | 8 – 4 (5-1) | Ungheria |  |

| Sibiu 9 luglio 1962 | Danimarca | 12 – 7 (7-4) | Giappone |  |

### Girone C

#### Classifica
| Pos. | Squadra    | Pt | G | V | N | P | GF | GS | DR |
| ---- | ---------- | -- | - | - | - | - | -- | -- | -- |
| 1.   | Romania    | 3  | 2 | 1 | 1 | 0 | 12 | 7  | +5 |
| 2.   | Jugoslavia | 3  | 2 | 1 | 1 | 0 | 8  | 5  | +3 |
| 3.   | Polonia    | 0  | 2 | 0 | 0 | 2 | 6  | 14 | -8 |

#### Risultati
| Bucarest 7 luglio 1962 | Romania | 9 – 4 (4-3) | Polonia |  |

| Bucarest 8 luglio 1962 | Jugoslavia | 5 – 2 (3-1) | Polonia |  |

| Bucarest 9 luglio 1962 | Romania | 3 – 3 (2-1) | Jugoslavia |  |

## Turno principale

### Girone I

#### Classifica
| Pos. | Squadra        | Pt | G | V | N | P | GF | GS | DR |
| ---- | -------------- | -- | - | - | - | - | -- | -- | -- |
| 1.   | Romania        | 4  | 2 | 2 | 0 | 0 | 16 | 10 | +6 |
| 2.   | Cecoslovacchia | 2  | 2 | 1 | 0 | 1 | 9  | 12 | -3 |
| 3.   | Ungheria       | 0  | 2 | 0 | 0 | 2 | 12 | 15 | -3 |

#### Risultati
| Bucarest 11 luglio 1962 | Romania | 9 – 7 (4-4) | Ungheria |  |

| Bucarest 12 luglio 1962 | Cecoslovacchia | 9 – 5 (4-3) | Ungheria |  |

| Bucarest 13 luglio 1962 | Romania | 7 – 3 (3-1) | Cecoslovacchia |  |

### Girone II

#### Classifica
| Pos. | Squadra          | Pt | G | V | N | P | GF | GS | DR  |
| ---- | ---------------- | -- | - | - | - | - | -- | -- | --- |
| 1.   | Danimarca        | 4  | 2 | 2 | 0 | 0 | 17 | 8  | +9  |
| 2.   | Jugoslavia       | 2  | 2 | 1 | 0 | 1 | 14 | 12 | +2  |
| 3.   | Unione Sovietica | 0  | 2 | 0 | 0 | 2 | 9  | 20 | -11 |

#### Risultati
| Brașov 11 luglio 1962 | Jugoslavia | 10 – 5 (3-2) | Unione Sovietica |  |

| Brașov 12 luglio 1962 | Danimarca | 10 – 4 (6-1) | Unione Sovietica |  |

| Brașov 13 luglio 1962 | Danimarca | 7 – 4 (3-4) | Jugoslavia |  |

### Girone per il piazzamento

#### Classifica
| Pos. | Squadra        | Pt | G | V | N | P | GF | GS | DR  |
| ---- | -------------- | -- | - | - | - | - | -- | -- | --- |
| 7.   | Polonia        | 4  | 2 | 2 | 0 | 0 | 21 | 14 | +7  |
| 8.   | Germania Ovest | 2  | 2 | 1 | 0 | 1 | 19 | 11 | +8  |
| 9.   | Giappone       | 0  | 2 | 0 | 0 | 2 | 16 | 31 | -15 |

#### Risultati
| Ploiești 11 luglio 1962 | Polonia | 16 – 10 (7-5) | Giappone |  |

| Ploiești 12 luglio 1962 | Germania Ovest | 15 – 6 (7-1) | Giappone |  |

| Ploiești 13 luglio 1962 | Polonia | 5 – 4 (3-3) | Germania Ovest |  |

## Fase finale

### Finale 5º posto
| Bucarest 14 luglio 1962 | Ungheria | 12 – 10 (7-5) | Unione Sovietica |  |

### Finale 3º posto
| Bucarest 15 luglio 1962 | Cecoslovacchia | 6 – 5 (5-2) | Jugoslavia |  |

### Finale
| Bucarest 15 luglio 1962 | Romania | 8 – 5 (5-2) | Danimarca |  |

## Classifica finale
| Pos.    | Nazione          |
| ------- | ---------------- |
| Oro     | Romania          |
| Argento | Danimarca        |
| Bronzo  | Cecoslovacchia   |
| 4       | Jugoslavia       |
| 5       | Ungheria         |
| 6       | Unione Sovietica |
| 7       | Polonia          |
| 8       | Germania Ovest   |
| 9       | Giappone         |